# Ocet jabłkowy

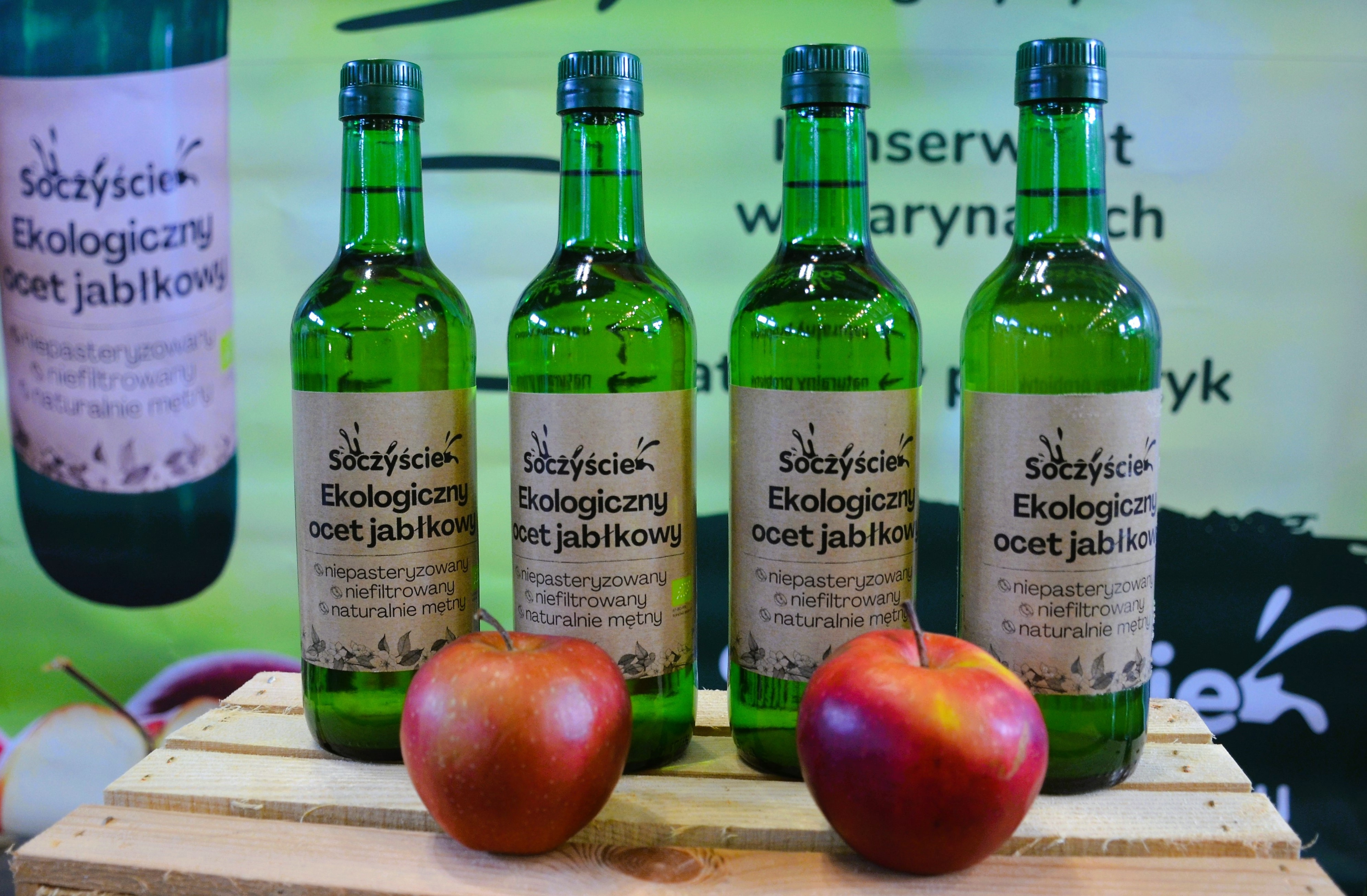
Ocet jabłkowy

Ocet jabłkowy – odmiana octu wytwarzana przez fermentację octową cydru. Znajduje zastosowanie jako przyprawa lub dodatek do potraw oraz jest używany jako naturalny konserwant.

## Wpływ na zdrowie
Jedno z badań przeprowadzone na osobach cierpiących na cukrzycę typu 2 wykazało poprawę reakcji na insulinę podczas zażywania octu jabłkowego. Spożywanie octu jabłkowego jest też rozważane jako wspomaganie odchudzania.
Spożywanie go w nadmiarze może jednak być szkodliwe, a stosowanie zewnętrzne może prowadzić do oparzeń. Ponadto nie ma pewności, że we wszystkich preparatach handlowych rzeczywiście znajduje się ocet jabłkowy, a jeżeli tak, to niekoniecznie w stężeniu wskazanym przez producenta.